# David Paterson
David Alexander Paterson (Brooklyn, New York, 1954. május 20. –) amerikai politikus, New York állam első afroamerikai, s egyben vak kormányzója.

## Élete
Paterson 1954-ben született, apja (Basil Paterson) New York város polgármester-helyettese volt. Ifjú korában egy fertőzést követően bal szemére teljesen megvakult, de látása jobb szemén is jelentősen megromlott. Fogyatékossága azonban nem akadályozta meg abban, hogy elvégezze a Columbia Egyetem történelem szakát, majd a Hofstra Jogi Egyetemen folytassa tanulmányait. Később a Columbia Egyetem nemzetközi és közügyek karának docense lett. Paterson a látáskárosultak és testi fogyatékkal élők támogatója. A politikus tagja a Vakok Amerikai Alapítványának, és részt vesz számos olyan szervezetben, amely fogyatékkal élő atléták és veteránok sportolását támogatja. Paterson maga is aktív kosárlabdajátékos, s 1999-ben lefutotta a New York City maratont. Felesége, Michelle Paige Paterson (* 1961), akitől két gyermeke van.

## A politikában
1985-ben New York állam szenátora lett, és a demokraták kisebbségi vezetője volt a képviselőházban 2002-től 2006-ig, amikor is elfoglalta New York állam kormányzó-helyettesi posztját (2007. január 1.). Miután elődje, Eliot Spitzer szexbotrányba keveredett és lemondásra kényszerült, 2008. március 17-én átvette az állam vezetését.